# Jedni i drudzy
Jedni i drudzy (fr. Les uns et les autres) – francuski film obyczajowy z 1981 roku w reżyserii Claude’a Leloucha. Zdjęcia kręcono w Paryżu, Nowym Jorku oraz w departamencie Yvelines (Garancières).

## Fabuła
Losy czterech rodzin mieszkających w Berlinie, Moskwie, Paryżu i Nowym Jorku obejmujących lata 1937–1980. Wspólną cechą tych osób są profesje artystyczne: muzycy, dyrygenci, piosenkarze i tancerze. Rok 1960. Edith, córka Evelyne przyjeżdża do Paryża. Jadąc pociągiem poznaje Roberta, syna Simona, który wrócił z Algierii. Glenn w wypadku samochodowym traci swoją żonę. Córka Sarah robi karierę jako piosenkarka, syn Jason próbuje sił jako aktor. Znany dyrygent Karl Kremer występuje w Nowym Jorku na pustej sali. Bojkot zorganizowany przez tamtejszą społeczność żydowską ma mu przypomnieć niechlubną wojenną przeszłość.

## Główne role
- Robert Hossein – Simon Meyer/Robert Prat
- Nicole Garcia – Anne Meyer
- Geraldine Chaplin – Suzan/Sara Glenn
- Daniel Olbrychski – Karl Kremer
- Jorge Donn – Borys i Siergiej Itowicz/Tancerz bolero
- Rita Poelvoorde – Tatiana i Tania Itowicz
- Macha Méril – Magda Kremer
- Evelyne Bouix – Evelyne/Edith
- Francis Huster – Francis
- Raymond Pellegrin – Pan Raymond
- Paul Préboist – Dziadek Edith
- Marthe Villalonga – Babcia Edith
- Fanny Ardant – Véronique
- Jacques Villeret – Jacques
- Jean-Claude Bouttier – Philippe Rouget
- Richard Bohringer – Richard
- Nicole Croisille
- Ginette Garcin – Ginette
- Jean-Pierre Kalfon – Antoine
- Geneviève Mnich – Jeanne
- Alexandra Stewart – Alexandra
- Eva Darlan – Eva
- Manuel Gélin – Patrick Prat
- Candice Patou – Candice
- Maïa Simon – Isabelle Prat
- James Caan – Jack Glenn/Jason Glenn

## Nagrody i nominacje (wybrane)
- MFF w Cannes (1981)
  - Nagroda techniczna za najlepszy dźwięk
- Cezary 1982
  - Najlepszy film (nominacja)
  - Najlepsza muzyka – Francis Lai, Michel Legrand (nominacja)
  - Najlepszy dźwięk – Harald Maury (nominacja)
  - Najlepszy montaż – Sophie Bhaud, Hugues Darmois (nominacja)